# One of Your Girls
«One of Your Girls» —en español: «Una de tus chicas»— es una canción interpretada por el cantante australiano Troye Sivan. Lanzada a través de Capitol Records, es el tercer sencillo de su álbum Something to Give Each Other, lanzado el 13 de octubre de 2023.

## Composición
La canción surge de las experiencias íntimas de Sivan con hombres que previamente se identificaban como heterosexuales pero estaban explorando su sexualidad. Sivan se inspiró en la complejidad emocional de estas situaciones, especialmente en la vulnerabilidad que se experimenta después de estos encuentros. Además, Sivan reflexionó sobre cómo su propia lucha contra la homofobia internalizada influyó en estas conexiones, describiendo cómo se sumergió en fantasías y atracciones, sintiendo la necesidad de adaptarse para satisfacer las expectativas de los demás. 
Sivan colaboró en la escritura de la canción con Oscar Görres, quien también se encargó de la producción. La idea de una «voz de robot triste y apática» en el coro surgió de Sivan, quien buscaba capturar el sentimiento de vacío que sigue a las relaciones íntimas que inspiraron la canción.
Sivan compartió que durante una sesión en el estudio, Max Martin entró y escuchó varias canciones. Cuando sonó «One of Your Girls», su reacción fue inmediata: se levantó, solicitó que la reprodujeran de nuevo y la elogió con entusiasmo. Luego, se acercó al teclado y añadió una línea de sintetizador, aunque prefirió no recibir créditos por su contribución.

## Video musical
El vídeo musical de la canción, dirigido por Gordon von Steiner, se estrenó simultáneamente con el sencillo el 13 de octubre. Inicia en blanco y negro, con clips de Sivan cantando directamente a la cámara. Al llegar al primer coro, Sivan se transforma en drag, desplegando una coreografía sensual en una variedad de conjuntos de lencería, y el video toma un giro predominantemente colorido. Destaca la presencia del cantante y actor Ross Lynch, sin camisa, como el objeto del deseo de Sivan, quien recibe un baile erótico enérgico.
Dara Allen, estilista del video, confirmó en una publicación en Instagram que el estilo de Troye Sivan era un homenaje a Britney Spears. Sivan también compartió su perspectiva sobre la apariencia de Ross Lynch, comentando: «La canción está escrita con tanta adoración sobre estos tipos con los que todos están obsesionados, y todos están obsesionados con Ross».

### Recepción
Shaad D'Souza de The Guardian describió el sencillo como «elegante, sexy y triste». 

## Posicionamiento
| Listas (2023)  | Mejor posición |
| -------------- | -------------- |
| Australia      | 24             |
| Canadá         | 42             |
| Finlandia      | 38             |
| Irlanda        | 9              |
| Islandia       | 18             |
| Lituania       | 20             |
| Noruega        | 13             |
| Nueva Zelanda  | 17             |
| Países Bajos   | 45             |
| Portugal       | 121            |
| Reino Unido    | 11             |
| Estados Unidos | 79             |
| Suecia         | 26             |
| Suiza          | 65             |